# Anomoeotes triangularis
Anomoeotes triangularis là một loài bướm đêm thuộc họ Anomoeotidae. Loài này có ở Sierra Leone.